# Buysscheure

Buysscheure este o comună în departamentul Nord, Franța. În 1 ianuarie 2022 avea o populație de 580 de locuitori.